# Raumfahrt Concret
Raumfahrt Concret ist eine deutschsprachige Publikation, die sich mit Inhalten der Raumfahrt und Weltraumforschung befasst und sich an ein breites Publikum richtet. Das Magazin erschien erstmals 1998. Bis Dezember 1998 erschien es unter dem Titel Raumfahrt Controvers. Herausgeber des Magazins ist die „Initiative 2000 plus e.V.“ mit Sitz in der mecklenburgischen Stadt Neubrandenburg, wo auch die jährlichen internationalen „Tage der Raumfahrt“ ausgerichtet werden. Chefredakteur ist Uwe Schmaling.
Wesentliche Themen bilden die Berichterstattung über den Stand der Planetenforschung, der Raumfahrttechnik und bei Spin-offs, sowie Betrachtungen der Geschichte der Weltraumforschung und Raumfahrt.
Die Erscheinungsweise ist viermal jährlich. Das Heft besteht aus mindestens 36 Seiten im Format C 4. Die Gesamtauflage beträgt 5.500 (Stand 1. Januar 2010), davon werden im Abo 1.927 bezogen. RC ist die Hauszeitschrift des Internationalen Förderkreises Hermann Oberth – Wernher von Braun, der Vereinigung zur Förderung der Raumfahrt, der Deutschen Raumfahrtgesellschaft und des Raketenmodellsportvereins 82 e. V. Raumfahrt concret wird in sieben deutschen Bibliotheken gesammelt.

## Inhalte
Inhaltliche Schwerpunkte sind:
- Bemannte Raumfahrt
- Raumfahrtindustrie
- Angewandte Raumfahrt (Telekommunikation, Navigation, Fernerkundung)
- Bedeutung von Deep-Space-Missionen
- Wissenschaft und Ethik
- Raumfahrt und Politik
- Raumfahrt und Weltraumforschung in den Entwicklungsländern
- Militärische Komponenten
- Schüler- und Studentenaktivitäten

## Tage der Raumfahrt
In Neubrandenburg, der Heimatstadt des Magazins sowie an weiteren Orten in Mecklenburg-Vorpommern (etwa Rostock, Neustrelitz und Peenemünde) werden von der Herausgeber-Initiative 2000 plus e. V. mit mehreren Partnern jährlich die „Tage der Raumfahrt“ ausrichtet. Zu diesen reisen auch renommierte Wissenschaftler, Astronauten und weitere Redner und Teilnehmer aus der ganzen Welt ins Land.